# Eyvind Johnson
Eyvind Johnson (Boden, Norrbotten, 29 de julio de 1900 - Estocolmo, 25 de agosto de 1976) fue un novelista sueco, ganador del Nobel de Literatura en 1974.
A la edad de 19 años había trabajado en una cantera, una fábrica de ladrillos y en el comercio de madera. Después se trasladó a Estocolmo y empezó a escribir. Vivió y escribió en Alemania, Francia, Suiza e Inglaterra así como en su país, Suecia, publicando más de cuarenta novelas y libros de cuentos en los que narra las dificultades que sufrió en su juventud.
En 1974 compartió el premio Nobel con Harry Martinson. Entre sus obras destacan Odisea, Regreso a Ítaca (1946) y Los días de su majestad (1961). Sus primeras novelas tratan de las frustraciones humanas, pero sus obras posteriores encarnan una intensa protesta contra los gobiernos totalitarios. Un innovador de la forma narrativa, Johnson experimentó en sus siguientes trabajos con la concepción continua del tiempo.